# Okres Międzychód
Okres Międzychód (polsky Powiat międzychodzki) je okres v polském Velkopolském vojvodství. Rozlohu má 736,44 km² a v roce 2019 zde žilo 36 751 obyvatel. Sídlem správy okresu je město Międzychód.

## Gminy
Městsko-vesnické:
- Międzychód
- Sieraków

Vesnické:
- Chrzypsko Wielkie
- Kwilcz

## Města
- Międzychód
- Sieraków

## Sousední okresy
| Růžice kompasu | Strzelce-Drezdenko | Czarnków-Trzcianka | Czarnków-Trzcianka     | Růžice kompasu |
| Růžice kompasu | Międzyrzecz        | Sever              | Szamotuły              | Růžice kompasu |
| Růžice kompasu | Międzyrzecz        | Okres Międzychód   | Szamotuły              | Růžice kompasu |
| Růžice kompasu | Międzyrzecz        | Jih                | Szamotuły              | Růžice kompasu |
| Růžice kompasu | Międzyrzecz        | Nowy Tomyśl        | Nowy Tomyśl, Szamotuły | Růžice kompasu |